# Eugyra islandica
Eugyra islandica är en sjöpungsart som beskrevs av C.S. Millar 1974. Eugyra islandica ingår i släktet Eugyra och familjen kulsjöpungar. Inga underarter finns listade i Catalogue of Life.